# Trietilamina
La trietilamina és el compost químic amb la fórmula N(CH₂CH₃)₃, sovint abreujada com Et₃N.

## Propietats
Es troba comunament en síntesi orgànica probablement perquè és l'amina més simple de les substituïdes simètricament, és a dir, una amina terciària, que és líquida a temperatura ambient. Fa una forta olor d'amoníac i d'arç.

## Química
La trietilamina es fa seveir comunament en síntesi orgànica com a base química sovint en la preparació d'èsters i amides de clorurs d'acil.

## Algunes aplicacions
La trietilamina es fa servir principalment en la producció de compostos d'amoni quaternaris per auxiliars del tèxtil i sals d'amoni quaternari de tints. També catalitza i neutralitza els àcids en reaccions de condensació i és útil com intermedi per fabricar medicines, plaguicides i altres productes químics.
La trietilamina és l'ingredient actiu del FlyNap, un producte comercial per anestesiar l'organisme model Drosophila melanogaster.